# Sniper Elite (série)
Sniper Elite é uma série de jogos eletrônicos de tiro táctico em terceira pessoa desenvolvida pelos estúdio britânico Rebellion Developments e publicada actualmente pela 505 Games. Jogados na terceira pessoa, os jogos dão enfase a uma abordagem menos directa ao combate, encorajando o jogador a usar acções furtivas (stealth) e armas de longo alcance. Sniper Elite também se tornou conhecida pelo modo visceral com que algumas mortes são executadas. Sniper Elite, o primeiro da série foi lançado em 2005, seguido em 2012 por Sniper Elite V2 (um remake do original), Sniper Elite III em 2014 e Sniper Elite 4 em 2017.
Os jogos seguem Karl Fairburne, um executivo de operações especiais germano-americano e agente do Office of Strategic Services lutando contra as forças do Eixo durante a Segunda Guerra Mundial. A série recebeu críticas relativamente positivas. Mais de 30 milhões de cópias dos jogos Sniper Elite foram vendidos mundialmente

## Jogos lançados
| Ano  | Título                              | Plataforma(s)                                                                               |
| ---- | ----------------------------------- | ------------------------------------------------------------------------------------------- |
| 2005 | Sniper Elite                        | MacOS, Microsoft Windows, PlayStation 2, Nintendo Wii, Xbox                                 |
| 2012 | Sniper Elite V2                     | Microsoft Windows, Nintendo Switch, PlayStation 3, PlayStation 4, Wii U, Xbox 360, Xbox One |
| 2013 | Sniper Elite V2: Nazi Zombie Army   | Microsoft Windows, Xbox One, PlayStation 4                                                  |
| 2013 | Sniper Elite V2: Nazi Zombie Army 2 | Microsoft Windows, Xbox One, PlayStation 4                                                  |
| 2014 | Sniper Elite III                    | Microsoft Windows, Nintendo Switch, PlayStation 3, PlayStation 4, Xbox 360, Xbox One        |
| 2015 | Zombie Army Trilogy                 | Microsoft Windows, Nintendo Switch, PlayStation 4, Xbox One                                 |
| 2017 | Sniper Elite 4                      | Microsoft Windows, Nintendo Switch, PlayStation 4, Xbox One, Google Stadia                  |
| 2020 | Zombie Army 4: Dead War             | Microsoft Windows, PlayStation 4, Xbox One, Stadia                                          |
| 2021 | Sniper Elite VR                     | Microsoft Windows, PlayStation 4, Oculus Quest                                              |
| 2022 | Sniper Elite 5                      | Microsoft Windows, PlayStation 4, PlayStation 5, Xbox One, Xbox Series X/S                  |
| 2023 | Sniper Elite VR: Winter Warrior     | Meta Quest 2, 3 e Pro                                                                       |
| 2025 | Sniper Elite: Resistance            | Microsoft Windows, PlayStation 4, PlayStation 5, Xbox One, Xbox Series X/S                  |

## Futuro
Em 17 de março de 2019, a Rebellion anunciou que quatro projetos Sniper Elite estavam em andamento, incluindo uma sequência de Sniper Elite 4, uma versão remasterizada do Sniper Elite V2 para Microsoft Windows, Nintendo Switch, PlayStation 4 e Xbox One, uma versão de Nintendo Switch do Sniper Elite III e um jogo Sniper Elite VR autônomo.

## Romances
A Abaddon Books, subsidiária e editora dos livros da Rebellion Developments, lançou um romance inspirado no jogo, Sniper Elite: The Spear of Destiny, escrito por Jasper Bark. Neste livro, a missão de Karl Fairburne é impedir o general nazista da SS, Helmstadt, de vender uma bomba atômica para os soviéticos.
Um conto escrito por Scott K. Andrews intitulado Sniper Elite V2 - Target Hitler foi lançado como um E-Book.
Uma história em quadrinhos de 2018 baseada na série, Sniper Elite: Resistance, escrita por Keith Richardson e Patrick Goddard. A história segue Karl Fairburne enquanto ele salta de paraquedas na França ocupada em uma missão para destruir uma arma secreta, mas em vez de uma missão silenciosa de sabotagem, ele encontra a resistência local comprometida e os SS esperando para jogar um jogo mortal de gato e rato nas ruas de uma cidade antiga.

## Filme
Em 29 de março de 2021, a Variety informou que uma adaptação cinematográfica de Sniper Elite está em desenvolvimento com Jean-Julien Baronnet da Marla Studios produzindo junto com os produtores do jogo e CEO da Rebellion Jason Kingsley, Gary Graham escrevendo e Brad Peyton dirigindo o filme. Karl Fairburne se envolve em uma perseguição de gato e rato pelas ruas de Londres no auge da Blitz durante a Segunda Guerra Mundial, enquanto tenta salvar o primeiro-ministro britânico Winston Churchill de um assassino nazista.